# Jordan Sturdy
Jordan Sturdy est un homme politique canadien, il est élu à l'Assemblée législative de la Colombie-Britannique lors de l'élection de 2013 sous la barrière du Parti libéral provincial qui représente la circonscription électorale de West-Vancouver-Sea-to-Sky. 
Il est réélu en 2017 et 2020.
Avant devenir député, il a été maire de Pemberton pendant 8 ans.